# Société des Mines d’Or de Kilo-Moto

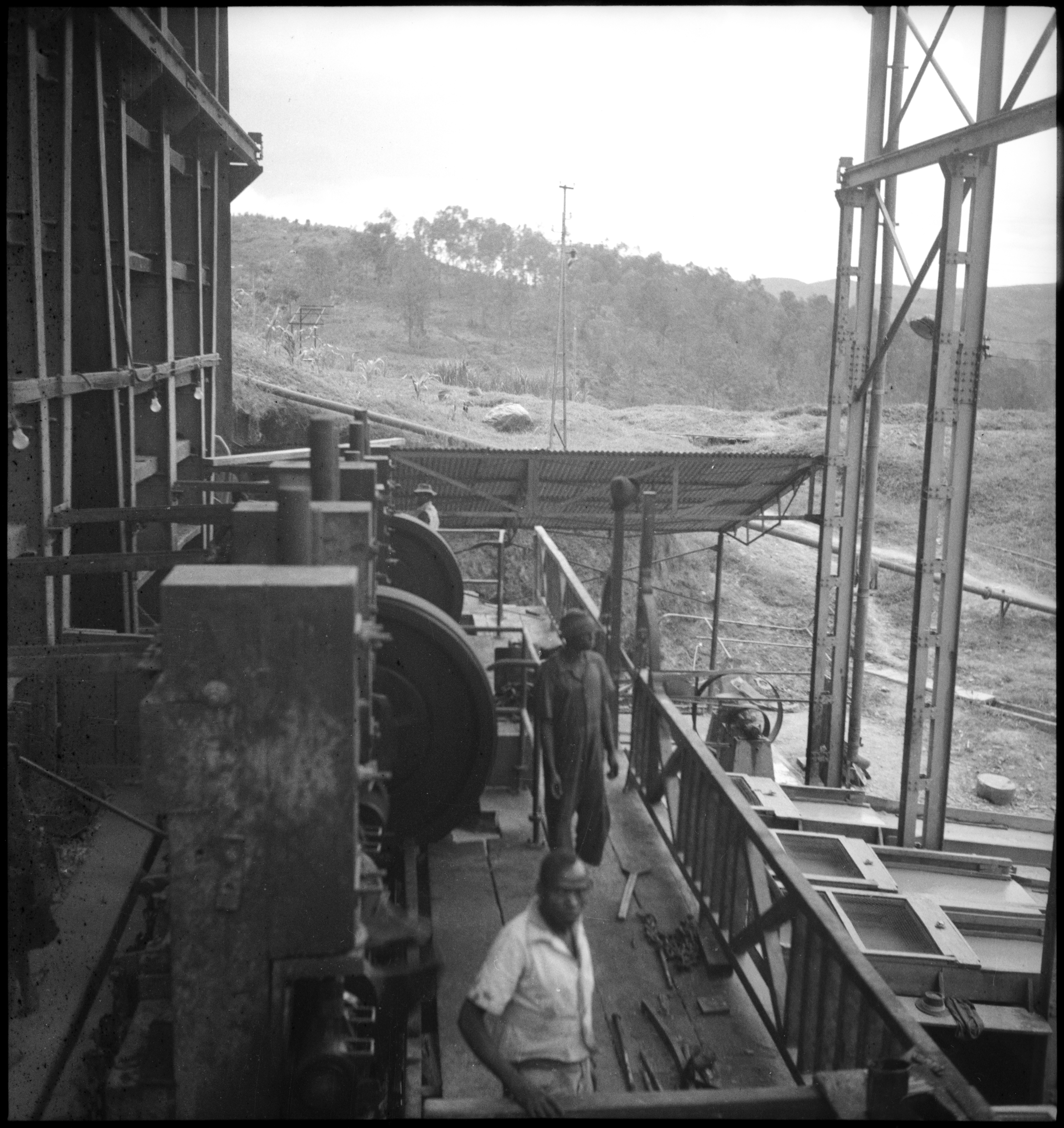
Zwei Minenarbeiter in den Tagesanlagen einer Mine in Kilo-Moto. Foto: Annemarie Schwarzenbach (1941/42)

Die Société des Mines d’Or de Kilo-Moto war ein Minenunternehmen in Belgisch-Kongo.
Die Goldfelder von Kilo und Moto im nordöstlichen Kongogebiet wurden 1903 von zwei australischen Goldsuchern entdeckt. Die Erschließung der Minen von Kilo begann 1905, in Moto 1911. 1919 erfolgte staatlicherseits die Gründung der Régie industrielle des mines de Kilo-Moto. Sie wurde Februar 1926 in eine Gesellschaft kongolesischen Rechts, die Société des Mines d’Or de Kilo-Moto (SOKIMO), umgewandelt. Sitz der Gesellschaft war Kilo (Belgisch-Kongo), Sitz der Verwaltung Brüssel. Das Gesellschaftskapital betrug 230 Millionen belgische Francs. Die Leitung der Gesellschaft lag über viele Jahre bei Generalmajor Georges Moulaert, dem früheren Vize-Generalgouverneur von Belgisch-Kongo.
Das Konzessionsgebiet der Gesellschaft hatte eine Größe von 80.000 km² und war damit mehr als doppelt so groß wie das belgische Mutterland. In den 1950er Jahren beschäftigte das Unternehmen rund 19.000 afrikanische Arbeiter und Angestellte. 1966 wurde es durch die Regierung der Demokratischen Republik Kongo verstaatlicht.